# Ixodiphagus ephres
Ixodiphagus ephres ist eine Erzwespe der Gattung Ixodiphagus in der Familie Encyrtidae. Der Hyperparasit legt seine Eier in die Larven und Nymphen eines oder mehrerer noch unbekannter Zeckenwirte. Die schlüpfenden Larven ernähren sich als Parasitoide von ihrem Wirt. Ixodiphagus ephres ist bisher nur in Costa Rica vorgefunden worden.

## Beschreibung
Von Ixodiphagus ephres sind bislang nur die Weibchen bekannt. Sie sind kleine, dunkel gefärbte Wespen, deren äußere Erscheinung anderen Erzwespen entspricht, die aber einen kräftigen und leicht abgeflachten Körperbau aufweisen. Die Farbe von Kopf und Körper ist braun, mit einem messingfarbenen und leicht grünlichen und purpurnen Schimmer. Die Körperlänge beträgt zwischen 1,0 und 1,4 Millimeter. Die Flügelspannweite liegt deutlich unter zwei Millimeter, die vorderen Flügel sind etwa 2,1 bis 2,3 Mal so lang wie breit und durchscheinend. Die am Rand liegende Ader der Flügel ist gepunktet.
Der Kopf ist oben abgeflacht und zweieinhalb mal so breit wie der vordere Vertex, mit einem Besatz mit borstenartigen Setae, die sich in auffälligen Vertiefungen befinden. Die drei Ocelli auf dem Kopf bilden vorne einen Winkel von etwa 85 Grad, die hinteren sind von den Rändern der seitlichen Komplexaugen weiter als der eigene Durchmesser entfernt. Vorne am Kopf befinden sich zwei nahe beieinander liegende Antennen. Deren Scapus ist orangefarben, lang und schlank, mindestens vier Mal so lang wie breit. Auf ihn folgt der orangebraune Pedicellus und ein in sechs braune Glieder geteilter Funiculus. Das erste Flagellomer des Funiculus weist keine längsgerichteten Sensillen auf, ist breiter als lang und kürzer als das zweite Flagellomer. Die zweiten bis sechsten Flagellomere weisen Sensillen auf. Die Furche zwischen den beiden proximalen Flagellomeren des dreigliedrigen Clavus ist nur schwach ausgebildet und unvollständig, so dass nicht der Eindruck eines siebengliedrigen Funiculus entsteht.
Das Scutellum ist konvex und hat auf der Oberfläche leichte Vertiefungen mit Behaarung. Der hintere Rand des Hypopygiums ist auffällig V-förmig eingebuchtet, in der Mitte weist es auffällige lange aber schlanke Setae auf. Die Beine haben dunkelbraune Coxen und Femora, bis zu den orangefarbenen Tarsen findet ein farblicher Übergang statt.
Ixodiphagus ephres ist der Art Ixodiphagus texanus sehr ähnlich. Von dieser unterscheidet sie sich durch das erste Flagellomer des Funiculus, das keine in Längsrichtung angeordneten Sensillen aufweist, und dabei breiter als lang und nicht länger als das zweite Flagellomer ist. Die Furche zwischen den ersten beiden Gliedern des Clavus ist unvollständig ausgebildet. Der hintere Rand des Hypopygiums ist eingebuchtet und es weist lange und schlanke Setae auf. Bei Ixodiphagus texanus weist das erste Flagellum Sensillen auf und ist sowohl länger als breit als auch länger als das zweite Flagellomer. Die Furche zwischen den beiden ersten Gliedern des Clavus ist schwach ausgebildet aber vollständig, auch hier ohne den Eindruck eines siebengliedrigen Funiculum. Der hintere Rand des Hypopygiums ist gerade und es trägt auffällige kurze und kräftige Setae.

## Lebensweise
Alle Arten der Gattung Ixodiphagus sind Parasitoide. Sie legen ihre Eier in Larven oder Nymphen verschiedener Arten von Zecken ab, die ihren Larven als Nahrung dienen. Der Zeckenwirt von Ixodiphagus ephres ist noch nicht bekannt.

## Verbreitung
Ixodiphagus ephres ist bisher nur in Costa Rica nachgewiesen worden. Der Typenfundort ist die Biologische Station La Selva in der Provinz Heredia (10° 25′ 42,2″ N, 84° 0′ 41,4″ W). Von den 18 Paratypen stammen 17 ebenfalls von dort, sie wurden zwischen 1989 und 1996 gefangen. Ein Paratyp stammt aus der Nähe von Bribri in der Provinz Limón (9° 37′ 32,2″ N, 82° 51′ 10,1″ W). Neben Ixodiphagus ephres kommen in Costa Rica fünf weitere Arten der Gattung Ixodiphagus vor. Ixodiphagus texanus ist schon 1907 beschrieben worden, die vier anderen wurden 2010 mit Ixodiphagus ephres beschrieben.

## Systematik und Taxonomie
Ixodiphagus ephres ist eine von 15 Arten der Gattung Ixodiphagus Howard, 1907 in der monotypischen Tribus Ixodiphagini Howard, 1908. Diese gehört zur Familie Encyrtidae, eine Familie der Erzwespen, deren Arten fast ausnahmslos Parasiten von Insekten, Spinnen, Milben oder Zecken sind. Die Ixodiphagini sind darunter die einzigen Zeckenparasiten.
Die Erstbeschreibung erfolgte 2010 durch den walisischen Entomologen John S. Noyes vom Natural History Museum in London. Noyes behandelte im dritten Band seiner Darstellung der Encyrtidae von Costa Rica die Unterfamilie Encyrtinae mit den Ixodiphagini und anderen Triben. Der Holotyp befindet sich in der Sammlung des Instituto Nacional de Biodiversidad (INBio) in Costa Rica.